# Parque de Friguia
El Parque de Friguia (en francés: Friguia Parc) es un zoológico privado de Túnez que abrió al público el 11 de noviembre de 2000, cerca de la ciudad de Bouficha.
El parque está situado en la Ruta nacional 1 entre las ciudades de Enfida y Bouficha. Cubre un área de 36 hectáreas y cuenta con unos 406 animales y 62 especies en semilibertad en recintos grandes.
El parque está trabajando con la Dirección General de Bosques del Parque zoológico de París. Además de su papel como zoológico, ofrece actuaciones de folklore africano, así como espectáculos de leones marinos. En 2010, el parque recibió el primer delfín del país.